# Sidsel Hindhede
Sidsel Hindhede (født som Sidsel Hindhede Kristensen; 1993) er en dansk skuespiller.

## Baggrund og uddannelse
Sidsel Hindhede stammer fra Viborg. Hun gik på Viborg private Realskole og senere på Brøruphus Efterskole ved Skanderborg. I 2013 blev hun student fra Viborg Katedralskole. Hun flyttede til København og begyndte på Københavns Film & Teaterskole. I 2017 var hun færdiguddannet som skuespiller. Mens hun boede i København, var hun med i Studenterrevyen.
Sidsel Hindhede bor i Berlin.

## Teater, musical, tv
I Viborg var Sidsel Hindhede i mange år med i Viborg Musical Teaterskole. I 2013 medvirkede hun i musicalen Our House på Viborg Teater. I 2017 kom en caster fra den tyske tv-serie SOKO Wismar til København, og Sidsel Hindhede blev valgt til rollen som den danske udvekslingsbetjent Stine Bergendal.

## Filmografi
- Løftet på broen (2018)
- SOKO Wismar (2018)
  - "Überfall"
  - "Bauernopfer"
  - "Einsam"
  - "Spurlos"
  - "Fit für die Ewigkeit"
  - "Böse Überraschung"
  - "Luftbild"
  - "Alte Freunde"
  - "Aus Liebe"
  - "Die Spur der Schweine"
  - "Der wie ein Wolf tanzt"
  - "Die Yacht-Jäger"
  - "Für die Tonne"
  - "Kalt serviert"
  - "Taxi-Blues"
  - "Der schöne Finn"
  - "Helenes Hochzeit"
  - "Blindgänger"
  - "Tattoo-Tod"
  - "Leichenschmaus"
  - "Tod eines Lebensretters"
  - Herr der Lüfte
  - Weggesperrt
  - Der Bierflüsterer
  - Clara allein zu Haus
  - Hafen der Ehe
  - Tödliche Spiele
  - Selbstjustiz
  - Tod eines Helden
  - Zweiter Frühling
  - Ich warte auf dich
  - Fango in Finkenhusen
  - Freier Fall
  - Verliebt, verlobt, verstorben
  - Der Waldmensch
  - Letzter Tango
  - Zu Tode erschreckt
  - Mundraub
  - Aus der Kurve
  - Mord nach Noten
  - Schuldbekenntnis
  - Über die Planke
  - Girls´ Night
  - Benzin im Blut
  - Die Konkurrentinnen
  - Die Rache der Ostseeschnäpel
  - Der schöne Klaus
  - Der Strandpirat
  - Welpenschutz
  - Sicher im Alter
  - Lebe liebe unterirdisch
  - Nomen est Omen
  - Tote Katze, toter Lehrer
  - Am falschen Ort
  - Die Schildkröte
  - Für eine Handvoll Blüten
  - Ein würdeloser Tod
  - Bleiverglasung
  - Ältermänner
  - Der Schwedenschatz
  - Wann, wenn nicht jetzt
  - Der Tod fährt Pedelec
  - Die Wanze in meinem Bett
  - Der Aussteiger
  - Tödliche Höhe
  - Breifrei statt Bierschinken
  - Tod im Robbenbecken
  - Kunst und Krempel
  - Abgetaucht
  - Die Sprache der Wunden
  - Trittbrettfahrer
  - Ilse muss weg
  - Das Leben ist kein Ponyhof
  - Der Absturz
  - Tödlicher Salut
  - Täter Zimmermann
  - Zucht und Ordnung
  - Schlafende Hunde
  - Ausgesorgt
  - Wolfstod
  - Lügen können tödlich sein
  - Der schöne Schein
  - Der Golfer mit dem Schottenrock
  - Tod einer Notärztin
  - Totenruhe
  - Gemeiner Stechapfel
  - Die Ordnung der Dinge
  - Rund, drall und so süß
  - Toxische Verbindung
  - Asche zu Asche
  - Tod im Rettungswagen
  - Die Kneipe
  - Waidmannsheil
  - Lars sieht rot
  - Der Fluch von Poel
  - Schmerz
  - Lütte Deern
  - Sondengänger
  - Meine kleine Online-Farm
  - Geisternetze
  - Doppelter Betrug
  - Seemannsgarn
  - Bodyguard
  - Ausgebootet
  - Scheiden tut weh
  - Glückskeks
  - Sport ist Mord
  - Neue Wege
  - Körperkult
  - Tod ahoi!
  - Tod im Solarfeld
  - Grenzwerte
  - Respekt
  - Efter at have medvirket i 113 episoder af Soko Wismar blev Sidsel Hindhedes rolle som udvekslingsbetjent overtaget af den tysk-lettiske skuespiller Gustavs Gailus.
  - Hendes første episode "Überfall" blev sendt d. 3. januar 2018. Hendes sidste episode "Respekt" blev sendt d. 1. februar 2022.